# Rattana nigriscapa
Rattana nigriscapa är en stekelart som beskrevs av Van Achterberg 1995. Rattana nigriscapa ingår i släktet Rattana och familjen bracksteklar. Inga underarter finns listade i Catalogue of Life.